# Карактерологија
Карактерологија је наука о формирању, природи и типовима карактера. Свака карактерологија подразумева и типологију карактера. Фројдова типологија разврстава људе с обзиром на фиксацију за неки од стадијума развоја либида (нарцистички, орални, анални карактер), као и према типу психичког обољења (хистерички, опсесивни карактер). У Фромовој карактерологији разликују се продуктивни и непродуктивни типови карактера (прималачки, сакупљачки, ауторитарни карактер). У теорији Карен Хорнај, повладљив, повучен и агресивни карактер.